# Puerto Escondido (Oaxaca)
Puerto Escondido – miasto w Meksyku, w stanie Oaxaca. Miasto położone na wybrzeżu Oceanu Spokojnego 800 km na południe od stolicy kraju Meksyku i 290 km od centrum administracyjnego stanu miasta Oaxaca, pomiędzy miastami Santa Maria Huatulco i Acapulco.
Prawa miejskie od 1928, znany ośrodek wypoczynkowy.

## Historia
Zarówno w czasach prekolumbijskich, jak i później w zatoce, nad którą położone jest Puerto Escondido, zamieszkiwali ludzie. Jednak aż do 1930 roku miasto nie powstawało ze względu na brak źródeł wody pitnej. Dopiero później miejsce zaczęło zyskiwać na znaczeniu ze względu za wzrost produkcji kawy, która przez port była eksportowana. 
Nazwa miasta „Ukryty Port” wywodzi się od starszej nazwy całej zatoki – Zatoka Ukrytej Kobiety (Bahía de la (mujer) Escondida). Związana jest z legendą, według której grasujący na tych wodach Andrés Drake – okrutny pirat (brat słynnego Sir Francisa Drake przebywając w zatoce porwał wraz z kompanami kobietę z plemienia Misteków. Porwana kobieta wkrótce uciekła i ukryła się w lasach otaczających zatokę. Pirat za każdym razem, gdy przybywali do zatoki, natychmiast kazał jej szukać, jednak zawsze bezskutecznie. Nazwa „Zatoka Ukrytej Kobiety” pozostała, a później miasto nazwę tę częściowo przyjęło.
Od roku 1960, kiedy wzdłuż wybrzeża powstała droga od znajdującego się na północ Acapulco, rozpoczął się błyskawiczny rozwój miasta jako centrum turystycznego.

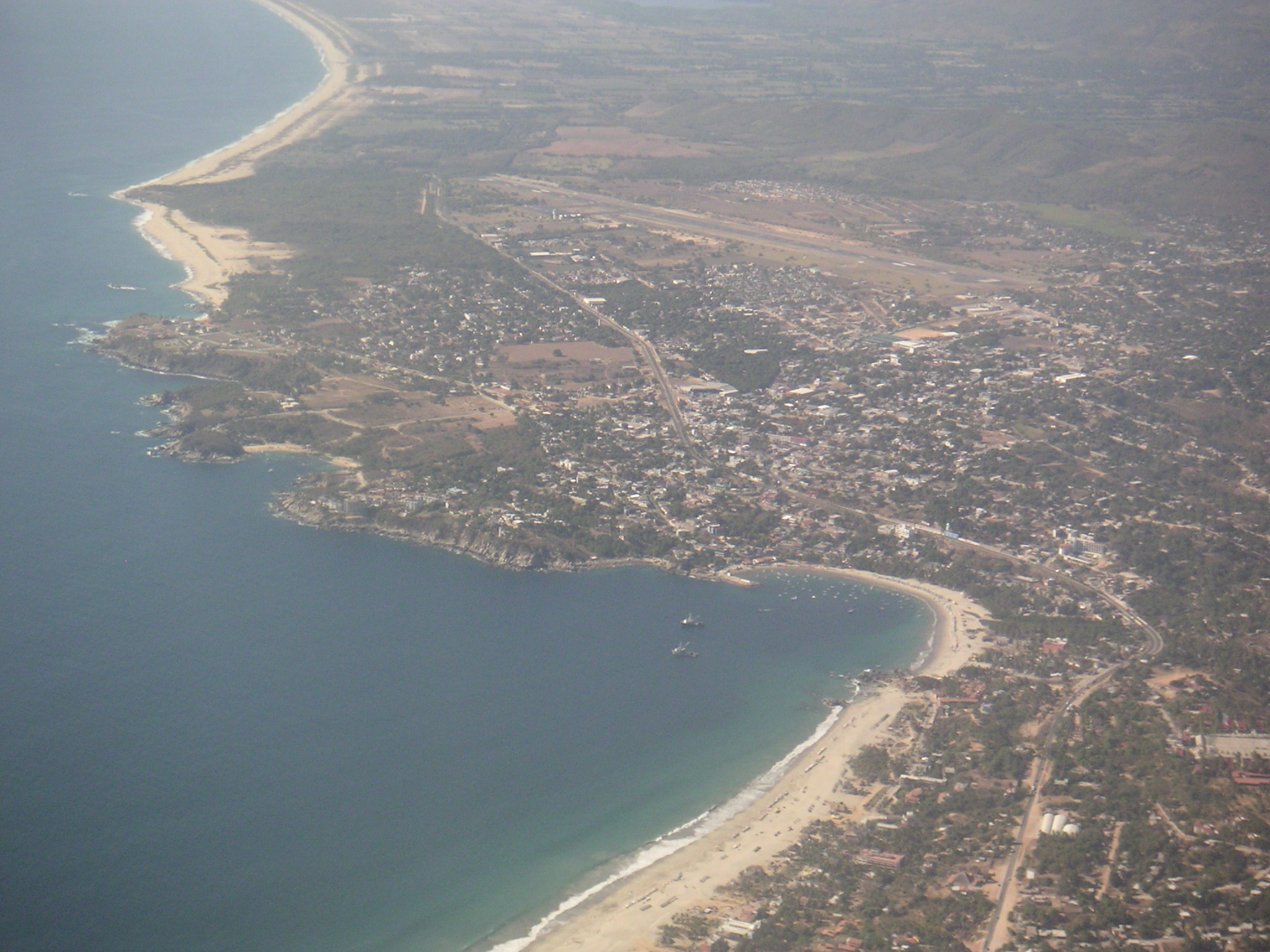
Puerto Escondido z lotu ptaka